# Boscia senegalensis
Boscia senegalensis là một loài thực vật có hoa trong họ Capparaceae. Loài này được Lam. mô tả khoa học đầu tiên năm 1793.